# Wojciech Karpiński
Wojciech Franciszek Karpiński (ur. 11 maja 1943 w Warszawie, zm. 18 sierpnia 2020 w Paryżu) – polski pisarz, historyk sztuki, historyk idei, krytyk literacki, tłumacz.

## Życiorys
Absolwent VI Liceum Ogólnokształcącego im. Tadeusza Reytana w Warszawie (1961). W 1966 ukończył studia romanistyczne na Uniwersytecie Warszawskim, następnie studiował tam filozofię, a od 1967 prowadził zajęcia z literatury francuskiej. W latach 60. związał się ze środowiskiem paryskiej „Kultury”, gdzie od 1970 publikował pod pseudonimami.
W czasie wyjazdów na Zachód, które podejmował od lat 60., poznał ważnych dla niego „pisarzy zbójeckich”: Aleksandra Wata, Konstantego A. Jeleńskiego, Józefa Czapskiego, Witolda Gombrowicza, Gustawa Herlinga-Grudzińskiego, Jerzego Stempowskiego, Czesława Miłosza; odtąd zajmował się popularyzacją i interpretacją ich twórczości.
W 1970 doktoryzował się, w tym samym roku został usunięty z UW w związku ze skazaniem jego brata Jakuba Karpińskiego w procesie politycznym (tzw. sprawa taterników). W latach 1971–1973 był sekretarzem Komitetu Neofilologicznego Polskiej Akademii Nauk. W latach 1972–1979 redagował rubrykę „Literatura francuska” w „Pamiętniku Literackim”. W połowie lat 70. redagował w „Tygodniku Powszechnym” rubrykę „Tematy i refleksje”. W 1974 został członkiem redakcji miesięcznika „Twórczość”. W 1975 podpisał List 59, przeciwko zmianom w Konstytucji PRL. Uczestniczył w pracach Polskiego Porozumienia Niepodległościowego. W 1979 wraz z Marcinem Królem założył pismo „Res Publica”.
Podczas wydarzeń sierpniowych w 1980 przyłączył się do skierowanego do władz komunistycznych apelu 64 naukowców, literatów i publicystów o podjęcie dialogu ze strajkującymi robotnikami. Od tegoż roku należał do „Solidarności”. W 1981 wyjechał do Stanów Zjednoczonych na zaproszenie US International Agency. Po ogłoszeniu stanu wojennego znalazł się na oficjalnej liście internowanych „ekstremistycznych działaczy „Solidarności” oraz innych nielegalnych organizacji” ogłoszonej na łamach „Trybuny Ludu” z 17 grudnia 1981.
W 1982 prowadził wykłady na wydziale nauk politycznych Uniwersytetu Yale. W marcu 1982 zeznawał przed Komisją Spraw Zagranicznych Senatu USA w sprawie represji w PRL. W latach 1982–2002 należał do komitetu wykonawczego Funduszu Pomocy Niezależnej Literaturze i Nauce Polskiej w Paryżu. Od 1982 był członkiem redakcji „Zeszytów Literackich”.
W 1982 zamieszkał we Francji, w latach 1982–2008 był pracownikiem naukowym w Centre national de la recherche scientifique w Paryżu oraz w École des hautes études en sciences sociales. Wykładał także na Uniwersytecie Teksańskim w Austin (1990) i New York University (1994–1995).
Zmarł 18 sierpnia 2020 w Paryżu.

## Twórczość

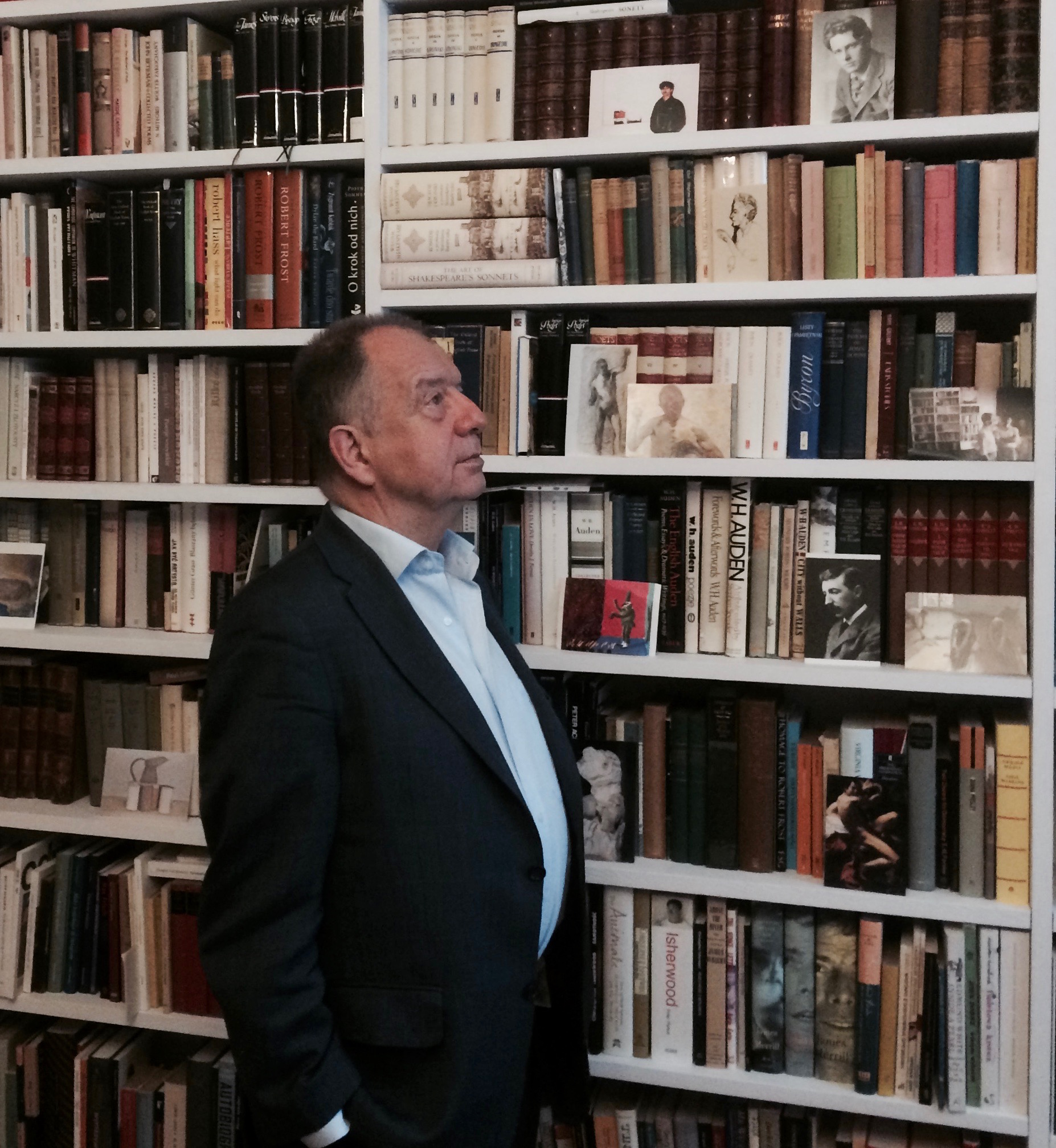
Wojciech Karpiński (2016)

Debiutował w 1964 na łamach „Kwartalnika Neofilologicznego” szkicem o François de La Rochefoucauld. Publikował następnie m.in. w „Kulturze”, „Res Publice”, „Tygodniku Powszechnym”, „Więzi”, „Znaku” i „Zeszytach Literackich”.
W maju 1970 ogłosił pierwszy tekst w paryskiej „Kulturze” — Zenon Mielnicki W polskich oczach. Szkic ten został mylnie podpisany przez redakcję Tomasz Staliński (pseudonim Stefana Kisielewskiego, który pomagał w przekazaniu tekstu do publikacji). Wojciech Karpiński pisał tam również pod pseudonimami Jacek Salski i Kazimierz Opaliński.
Niejednokrotnie jako pierwszy w prasie krajowej pisał o twórcach emigracyjnych, m.in. o Gustawie Herlingu-Grudzińskim i Konstantym A. Jeleńskim. Doprowadził do wydania w PRL tomu esejów Jerzego Stempowskiego, a także do pierwszego oficjalnego wydania esejów Konstantego A. Jeleńskiego.
W 1974 wydał wraz z Marcinem Królem książkę Sylwetki polityczne XIX wieku, jedną z najbardziej dyskutowanych prac w kręgach opozycji demokratycznej drugiej połowy lat 70., zbierającą w wersji ocenzurowanej teksty drukowane wcześniej w „Tygodniku Powszechnym” i „Więzi”. Pełna wersja książki zatytułowana Od Mochnackiego do Piłsudskiego. Sylwetki polityczne XIX wieku ukazała się w 1997. Rozważania na temat filozofii polityki, demokracji i wolności zawarł następnie w tomach: Szkice o wolności (1980), Słowiański spór (1981), Cień Metternicha (1982), Prywatna historia wolności (1997).
W 1980 tomem W Central Parku Wojciech Karpiński rozpoczął cykl książek o twórcach polskiej kultury emigracyjnej (tj. Józef Czapski, Czesław Miłosz, Witold Gombrowicz, Gustaw Herling-Grudziński, Konstanty A. Jeleński, Jerzy Stempowski, Aleksander Wat), a także pisarzach i artystach z szerszego kręgu kultury (Nicola Chiaromonte, Balthus, Rainer Fetting, David Hockney, Thomas Mann, Vladimir Nabokov, Aleksandr Sołżenicyn). Kolejne tomy podejmujące tę problematykę to m.in. Książki zbójeckie (1988), Herb wygnania (1982), Twarze (2012).
Szczególne miejsce w jego twórczości zajmują dwie biografie artystyczne: biografia malarska i duchowa Vincenta van Gogha – Fajka van Gogha (1994) oraz książka poświęcona Józefowi Czapskiemu, z którym łączyła autora wieloletnia przyjaźń – Portret Czapskiego (1996). Wojciech Karpiński poświęcił mu także wiele osobnych szkiców, ponadto opracował francuski wybór jego pism (Józef Czapski, L'Art et la vie z 2002) i listy Konstantego A. Jeleńskiego do Józefa Czapskiego (Listy z Korsyki z 2003). Wielokrotnie pisał o malarzu i performerze Krzysztofie Jungu oraz przygotował poświęcone mu albumy: Krzysztof Jung: Peintures, dessins, photographies (Paryż 2017) i Krzysztof Jung. The Male Nude / Der männliche Akt (Berlin 2019). W 2016 opublikował książkę Henryk – biografię łączącą wiele gatunków literackich (m.in. esej, reportaż, dziennik), poświęconą Henrykowi Krzeczkowskiemu.
Wydana w 1982 książka Pamięć Włoch powstała po pierwszej podróży Wojciecha Karpińskiego do Włoch w 1972, początkowo drukowana w odcinkach na łamach „Twórczości”. Po lekturze tych szkiców Jarosław Iwaszkiewicz dedykował Wojciechowi Karpińskiemu wiersz Papież w Ankonie (z tomu Śpiewnik włoski: wiersze). Zaraz po publikacji tom został również wyróżniony przez Gustawa Herlinga-Grudzińskiego i Pawła Hertza. W Rzymie, w trakcie pracy nad książką, Wojciech Karpiński poznał Miriam Chiaromonte, wdowę po włoskim pisarzu Nicoli Chiaromonte, o którym później wielokrotnie pisał, opracowywał jego inedita, tłumaczył na polski. Historię kultury i sztuki w formie szkiców z podróży Wojciech Karpiński kontynuował w książkach Amerykańskie cienie (1982) i Obrazy Londynu (2014).
W latach 80. ukazały się jego wywiady rzeki z Leszkiem Kołakowskim i Alainem Besançonem, które były wielokrotnie przedrukowywane przez wydawnictwa podziemne. Leszkowi Kołakowskiemu poświęcił ponadto szkice zawarte w tomie Herb wygnania (1989), a także wygłosił laudację z okazji przyznania mu europejskiej nagrody Erasmus Prize (opublikowana w European Liberty. Four Essays on the Occasion of the 25th Anniversary of the Erasmus Prize Foundation. Raymond Aron, Isaiah Berlin, Leszek Kołakowski, Marguerite Yourcenar, Haga 1983).
Od 1982 Wojciech Karpiński publikował głównie w „Zeszytach Literackich”. Z jego inicjatywy Paweł Hertz przetłumaczył i wydał po raz pierwszy w Polsce zbiór szkiców Hugo von Hofmannsthala, a także Rosję w roku 1839 Astolphe'a de Custine.

## Odznaczenia i wyróżnienia
Ordery i odznaczenia
- Krzyż Oficerski Orderu Odrodzenia Polski (2012) – za wybitne osiągnięcia w pracy twórczej oraz działalności publicystycznej i wydawniczej, za zasługi w popularyzowaniu literatury[20][21].
- Krzyż Wolności i Solidarności (2016)[22]

Nagrody
- Nagroda Fundacji im. Kościelskich (1975)
- Ingram Merrill Award (1977).
- Nagroda Związku Pisarzy Polskich na Obczyźnie im. Herminii Naglerowej (1984).
- Nagroda Literacka im. Zygmunta Hertza (1989)[23]
- Nagroda Fundacji Jurzykowskiego (1989)
- Nagroda Ministra Kultury (2004).
- Nagroda Związku Pisarzy Polskich na Obczyźnie im. Włady Majewskiej (2013).

## Rodzina
Syn architekta Zbigniewa Karpińskiego i Stanisławy Zatwarnickiej, bratanek poety Światopełka Karpińskiego. Brat socjologa i działacza opozycji demokratycznej Jakuba Karpińskiego oraz Marka Karpińskiego – historyka i eseisty. Wnuk Wojciecha Zatwarnickiego (1874–1948), który podczas II wojny światowej w swoim majątku na warszawskim Czerniakowie utworzył tzw. farmę chalucową, ratując w ten sposób wielu Żydów z warszawskiego getta.

## Publikacje
Książki

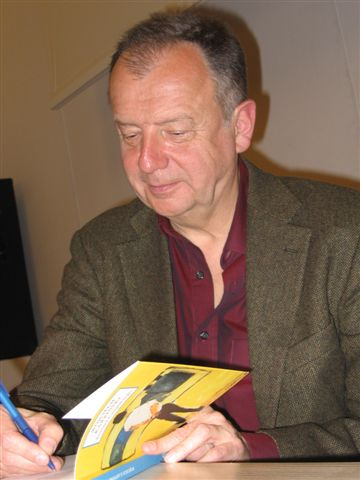
Wojciech Karpiński (2007)

- 1974: Od Mochnackiego do Piłsudskiego. Sylwetki polityczne XIX wieku (wraz z Marcinem Królem), wyd. ocenzurowane jako Sylwetki polityczne XIX wieku: Maurycy Mochnacki, Kaliszanie, Hotel Lambert, Juliusz Słowacki, Zygmunt Krasiński, Henryk Kamieński, Cyprian Norwid, Zmartwychwstańcy, Aleksander Wielopolski, Julian Klaczko, Stanisław Tarnowski, Włodzimierz Spasowicz, Michał Bobrzyński, Aleksander Świętochowski, Jan Ludwik Popławski, Kraków: Znak; wyd. pełne Warszawa: Świat Książki, 1997
- 1980: Szkice o wolności, Chicago: Polonia Book Fund
- 1980: W Central Parku, Warszawa: Klin
- 1981: Słowiański spór, Kraków: KOS
- 1982: Cień Metternicha, Warszawa: PIW
- 1982: Pamięć Włoch, Kraków: Wydawnictwo Literackie
- 1983: Amerykańskie cienie, Paryż: Instytut Literacki
- 1983: Chusteczka imperatora, Londyn: Polonia Book Fund
- 1988: Książki zbójeckie. Szkice o literaturze emigracyjnej, Londyn: Polonia Book Fund
- 1989: Herb Wygnania, Paryż: Zeszyty Literackie
- 1994: Polska a Rosja. Z dziejów słowiańskiego sporu, Warszawa, PWN
- 1994: Fajka van Gogha, Wrocław: Wydawnictwo Dolnośląskie
- 1996: Portret Czapskiego, Wrocław: Wydawnictwo Dolnośląskie
- 1997: Prywatna historia wolności, Warszawa: Iskry
- 2000: Drzewa i ludzie, Lublin: Wyd. UMCS
- 2012: Twarze, Warszawa: Zeszyty Literackie
- 2014: Obrazy Londynu, Warszawa: Zeszyty Literackie
- 2016: Henryk, Warszawa: Zeszyty Literackie
- 2017: Szkice sekretne, Warszawa: Zeszyty Literackie
- 2021: 120 dni Kultury, Gdańsk: Fundacja Terytoria Książki

Wywiady
- 1983: Nie wierzę w zwycięstwo totalitaryzmu… Wywiad z Leszkiem Kołakowskim, Warszawa: Głosy
- 1983: Wojciech Karpiński rozmawia z Alainem Besançonem, Ełk: Lotnia

Wydania obcojęzyczne
- 1992: Ces livres de grand chemin, Montricher: Noir sur Blanc
- 1999: Knigi buntovni, Sofija: Karina M
- 2003: Portrait de Czapski, Lausanne: L’Age d’Homme

Prace redakcyjne
- 1974: Antologia współczesnej krytyki literackiej we Francji, Warszawa: Czytelnik
- 1981: Markiza de Sévigné, Listy: wybór, Warszawa: PIW
- 1984: Jerzy Stempowski, Eseje, Kraków: Znak
- 1990: Konstanty Jeleński, Szkice, Kraków: Znak
- 1995: Jerzy Giedroyc, Konstanty Jeleński, Listy 1950–1987, Warszawa: Czytelnik
- 2002: Józef Czapski, L’Art et la vie, Paryż: L’Age d’Homme-UNESCO
- 2003: Konstanty Jeleński, Listy z Korsyki do Józefa Czapskiego, Warszawa: Fundacja Zeszytów Literackich
- 2013: Nicola Chiaromonte, Fra me e te la verità. Lettere a Muska, Forli: Una città
- 2017: Krzysztof Jung, Peintures, dessins, photographies, Paryż: Bibliothèque Polonaise de Paris
- 2018: Zbigniew Karpiński, Wspomnienia, Warszawa: Biblioteka Kroniki Warszawy
- 2018: Konstanty Jeleński, Zbiegi okoliczności, Paryż-Warszawa: Instytut Literacki Kultura-Instytut Książki
- 2019: Krzysztof Jung, The Male Nude / Der männliche Akt, Berlin: Schwules Museum

Przedmowy i posłowia
- 1985: Józef Piłsudski, Pisma, Warszawa: Polityka
- 1988: Witold Gombrowicz, Diary, Evanston: Northwestern University Press
- 1997: Witold Gombrowicz, Dziennik 1953–1969, Kraków: Wydawnictwo Literackie
- 1997: Stefan Kisielewski, Cienie w pieczarze, Warszawa: Iskry
- 2000: Jerzy Stempowski, Listy do różnych adresatów, Warszawa: Zeszyty Literackie
- 2001: Nicola Chiaromonte, Co pozostaje: notesy 1955–1971, Warszawa: Czytelnik
- 2004: Jerzy Stempowski, Notes pour une ombre; suivi de Notes d'un voyage dans le Dauphiné, Montricher: Noir Sur Blanc
- 2004: Jerzy Stempowski, Zapiski dla zjawy. Zapiski z podróży do Delfinatu, Warszawa: Noir sur Blanc
- 2014: Nicola Chiaromonte, Notatki, Gdańsk: Fundacja Terytoria Książki
- 2015: Józef Czapski, Proust a Grjazovec, conferenze clandestine, Mediolan: Adelphi Edizioni
- 2018: Nicola Chiaromonte, Listy do Muszki, Gdańsk: Fundacja Terytoria Książki